# Zimbabwe na Hopmanově poháru
Zimbabwe se zúčastnilo Hopmanova poháru celkem dvakrát. Poprvé to bylo v roce 1999, kdy prohrálo v kvalifikaci s Francií. Avšak zahrálo si tento rok v Hopmanově poháru ještě jeden zápas a to proti Jihoafrické republice, protože tým Španělska nebyl schopen hrát.

## Tenisté
Tabulka uvádí seznam tenistů Zimbabwe, kteří reprezentovali organizaci na Hopmanově poháru.
| Jméno         | Celkem V-P | Dvouhra V-P | Čtyřhra V-P | Poprvé | Počet startů |
| Cara Blacková | 2–3        | 0–3         | 2–0         | 1999   | 2            |
| Wayne Black   | 2–3        | 0–3         | 2–0         | 1999   | 2            |

## Výsledky
| Rok   | Fáze soutěže         | Místo konání         | Soupeř       | Výsledek | Stav   |
| ----- | -------------------- | -------------------- | ------------ | -------- | ------ |
| 19991 | Kvalifikace Play-off | Burswood Dome, Perth | Francie      | 1–2      | Prohra |
| 19991 | Základní skupina     | Burswood Dome, Perth | Jižní Afrika | 1–2      | Prohra |
| 2005  | Kvalifikace Play-off | Burswood Dome, Perth | Nizozemsko   | 1–2      | Prohra |

1Zimbabwe zastoupilo Španělsko v zápasu proti Jihoafrické republice, kvůli zranění.